# Валбжиська знахідка
Валбжиська знахідка — ймовірно, віднайдений у Любехуві, районі міста Валбжих (Нижньосілезьке воєводство, Польща), у серпні 2015 так званий «золотий потяг» — загублений бронепоїзд з часів ІІ світової війни, у якому є велика кількість золота, діамантів та зброї.
У серпні 2015 двоє чоловіків у Польщі заявили, що у Нижньосілезькому воєводстві вони виявили зниклий після Другої світової війни потяг часів нацистської околицях валбжиського Любєхова. Від вівторка (1 вересня) діє повна заборона для громадян входу до лісу. За порушення правила загрожує штраф (500 злотих). Околицю 65-го кілометру залізниці Вроцлав-Валбжих обгородили та взяли під контроль представники польської поліції.
Військові стверджують, що «золотий потяг» можна буде дістати на поверхню весною: необхідно провести спецпідготовку групи, яка мала б взяти участь в роботі. Зокрема, є загроза підтоплення чи виявлення складних для нейтралізації так званих скляних мін та інших вибухонебезпечних пасток часів ІІ-ї світової. Кількість зброї в потязі теж невідома, що становить певну проблему.
У випадку віднайдення потягу розпочнеться масштабна операція із його підняття на поверхню. За експертними оцінками, розкопати доведеться сотні тисяч кубічних метрів землі.